# Mooncartest
En mooncartest er en test, der kan benyttes til at teste holdbarheden af en daginstitutions facade.
Testen blev opfundet af Køge Kommune i forbindelse med opførelsen af en ny daginstitution, som en måde for kommunen at sikre sig, at facaden kunne holde.
Testen udføres således, at børn i en daginstitution kører direkte ind i en bygnings facade i en mooncar – heraf navnet mooncartest. Formålet er at teste om facaden på bygningen kan holde til den daglige slitage, der forekommer naturligt i institutioner som børnehaver, SFO’er og skoler. 
Mooncartesten og resultatet bruges af bygherre til at vælge de byggematerialer, som bedst kan holde til daglig leg og slitage. Dette kan betyde langt færre vedligeholdelsesomkostninger for den pågældende institution. 
I en mooncartest er det en god ide at teste flere potentielle byggematerialer for at sikre det bedste grundlag for valget af facadebeklædning til det pågældende byggeri. 